# Estádio Milton Corrêa
Estádio Humberto Parente – stadion wielofunkcyjny w Macapá, Amapá, Brazylia, na którym swoje mecze rozgrywają kluby Amapá Clube, Esporte Clube Macapá, Trem Desportivo Clube i Ypiranga Clube.
Pierwszy gol: Mirandinha (Independente)